# Hillcrest (Waikato)
Pour les articles homonymes, voir Hillcrest.
Hillcrest est une banlieue située au sud-est de la ville de Hamilton dans l’Île du Nord de la Nouvelle-Zélande.

## Situation
Elle est localisée sur le côté est du centre-ville d’Hamilton Town Belt (en) avec une série de jardins publics, qui s’étendent de Hamilton Gardens jusqu’à la banlieue de Ruakura dans sa partie est.
La banlieue est donc entourée au nord de la ville de Ruakura, au nord-est de celle de Silverdale, à l’est de la banlieue de Matangi, au sud-est de Tamahere, au sud de la banlieue de Riverlea, à l’ouest par la ville de Hamilton East et enfin au nord-ouest de la banlieue de  Claudelands.

## Activités
La banlieue de Hamilton est le domicile de l’Université de Waikato et a en conséquence une importante population étudiante.

## Histoire
Le secteur était connu autrefois sous le nom de Steele's Hill, d’après le Capitaine W. Steele.
La plupart de cette zone était couverte de vergers dans les années 1900.
Elle fut ensuite nommée Hillcrest par le Conseil du comté de Waikato en 1940, quand le secteur commença à se développer en tant que banlieue.
La ville d’Hillcrest devint une partie de la cité d’Hamilton en 1949 avec la 5e extension de ses limites
Un développement significatif intervint entre les années 1950 et les années 1960.

## Caractéristiques de Hillcrest

### L’Université de Waikato
Le campus principal de l’Université de Waikato fut établi en 1964. En 2010, l’université comportait 13 089 étudiants inscrits, la majorité étant basés sur le campus de Hillcrest.

#### Académie de Performing Arts
Ouverte en 2001, l’Academy of Performing Arts est spécialisée en musique et en théâtre au niveau de Hamilton. Ses concerts de musique de chambre sont l’un des premiers lieux de musique classique de Hamilton.

#### Ancienne gare de chemin de fer d’Hamilton
The Station sur Hillcrest Road est l’ancienne gare principale de Hamilton. Le bâtiment fut relocalisé à partir de Victoria Street jusqu’à son lieu actuel dans Hillcrest en 1960, quand la station de métro de Hamilton Central fut construite. C’est l’une des quelques gares survivantes de l’époque de Julius Vogel, qui fut responsable du département des travaux publics (New Zealand Ministry of Works (en)) de la Nouvelle-Zélande.

## Démographie
Selon le recensement de 2006, Hillcrest a une population de 8 541 habitants. La banlieue est ethniquement très diverse. 40 % de ses résidents sont nés outremer, principalement en Asie,. L’index socio-économique va de 1 à 10 pour les plus faibles des zones défavorisées, jusqu’à 8 sur 10 dans les secteurs plus favorisés de l’Université et à 7 sur 10 dans l’ouest de Hillcrest West.

## Éducation
- Hillcrest Normal School  est une école mixte d’État contribuant au primaire (allant des années 1 à 6) avec un taux de décile de 8 et un effectif de 571 élèves[7].
- Knighton Normal School est une école publique mixte contribuant au primaire (allant des années 1 à 6) avec un taux de décile de 5 et un effectif de 663 élèves [8].
- Berkley Normal Middle School est une école publique composite (allant des années 7 à 9) avec un taux de décile de 8 et un effectif de 731 élèves. L’école fut fondée comme école intermédiaire en 1971 et devint une middle school (avec l’addition de la 9e année) en 1998[9],[10].
- St John's College est une école unisexe, intégrée catholique (allant des années 9 à 13) avec un décile de 7 et un effectif de 682 élèves[11]

Malgré son nom, Hillcrest High School est actuellement localisé dans la banlieue voisine de Silverdale.